# 200 metros costas
200 metros costas é a modalidade olímpica de resistência do estilo costas na natação. Prova de meio fundo, considerada bastante cansativa.

## Recordes mundiais masculinos

### Piscina Longa (50m)
| TEMPO   | NADADOR             | DATA                   |
| ------- | ------------------- | ---------------------- |
| 2:02.82 | Roland Matthes      | 2 de setembro de 1972  |
| 2:01.87 | Roland Matthes      | 6 de setembro de 1973  |
| 2:00.64 | John Naber          | 19 de junho de 1976    |
| 1:59.19 | John Naber          | 27 de julho de 1976    |
| 1:58.93 | Rick Carey          | 3 de agosto de 1983    |
| 1:58.86 | Rick Carey          | 27 de junho de 1984    |
| 1:58.41 | Sergei Zabolotnov   | 21 de agosto de 1984   |
| 1:58.14 | Igor Polyansky      | 3 de março de 1985     |
| 1:57.30 | Martín López-Zubero | 13 de agosto de 1991   |
| 1:56.57 | Martín López-Zubero | 23 de novembro de 1991 |
| 1:55.87 | Lenny Krayzelburg   | 27 de agosto de 1999   |
| 1:55.15 | Aaron Peirsol       | 20 de março de 2002    |
| 1:54.74 | Aaron Peirsol       | 12 de julho de 2004    |
| 1:54.66 | Aaron Peirsol       | 29 de julho de 2005    |
| 1:54.44 | Aaron Peirsol       | 19 de agosto de 2006   |
| 1:54.32 | Ryan Lochte         | 30 de março de 2007    |
| 1:54.32 | Aaron Peirsol       | 4 de julho de 2008     |
| 1:53.94 | Ryan Lochte         | 15 de agosto de 2008   |
| 1:53.08 | Aaron Peirsol       | 11 de julho de 2009    |
| 1:51.92 | Aaron Peirsol       | 31 de julho de 2009    |

### Piscina Curta (25m)
| TEMPO   | NADADOR           | DATA                   |
| ------- | ----------------- | ---------------------- |
| 1:52.47 | Lenny Krayzelburg | 18 de novembro de 1999 |
| 1:52.43 | Lenny Krayzelburg | 6 de fevereiro de 2000 |
| 1:51:62 | Matt Welsh        | 13 de outubro de 2000  |
| 1:51:62 | Gordan Kožulj     | 21 de janeiro de 2001  |
| 1:51:17 | Aaron Peirsol     | 7 de abril de 2002     |
| 1:50.52 | Aaron Peirsol     | 11 de outubro de 2004  |
| 1:50.43 | Markus Rogan      | 8 de dezembro de 2005  |
| 1:49.05 | Ryan Lochte       | 9 de abril de 2006     |
| 1:47.84 | Markus Rogan      | 13 de abril de 2008    |
| 1:47.08 | George Du Rand    | 7 de novembro de 2009  |
| 1:46.11 | Arkady Vyatchanin | 15 de novembro de 2009 |

## Recordes mundiais femininos

### Piscina Longa (50m)
| TEMPO   | NADADORA            | DATA                    |
| ------- | ------------------- | ----------------------- |
| 2:39.9  | Phillipa Gould      | 16 de janeiro de 1957   |
| 2:38.5  | Lenie de Nijs       | 17 de maio de 1957      |
| 2:37.4  | Chris von Saltza    | 1 de agosto de 1958     |
| 2:37.1  | Satoko Tanaka       | 12 de julho de 1959     |
| 2:34.8  | Satoko Tanaka       | 2 de abril de 1960      |
| 2:33.5  | Lynn Burke          | 15 de julho de 1960     |
| 2:33.3  | Satoko Tanaka       | 23 de julho de 1960     |
| 2:33.2  | Satoko Tanaka       | 30 de julho de 1961     |
| 2:32.1  | Satoko Tanaka       | 3 de junho de 1962      |
| 2:31.6  | Satoko Tanaka       | 29 de julho de 1962     |
| 2:29.6  | Satoko Tanaka       | 10 de fevereiro de 1963 |
| 2:28.9  | Satoko Tanaka       | 18 de fevereiro de 1963 |
| 2:28.5  | Satoko Tanaka       | 21 de fevereiro de 1963 |
| 2:28.2  | Satoko Tanaka       | 4 de agosto de 1963     |
| 2:27.4  | Cathy Ferguson      | 28 de setembro de 1964  |
| 2:27.1  | Karen Muir          | 25 de julho de 1966     |
| 2:26.4  | Karen Muir          | 18 de agosto de 1966    |
| 2:24.4  | Elaine Tanner       | 26 de julho de 1967     |
| 2:24.1  | Karen Muir          | 6 de janeiro de 1968    |
| 2:23.8  | Karen Muir          | 21 de julho de 1968     |
| 2:21.5  | Susan Atwood        | 14 de agosto de 1969    |
| 2:20.64 | Melissa Belote      | 5 de agosto de 1972     |
| 2:20.58 | Melissa Belote      | 4 de setembro de 1972   |
| 2:19.19 | Melissa Belote      | 4 de setembro de 1972   |
| 2:18.41 | Ulrike Richter      | 7 de julho de 1974      |
| 2:17.35 | Ulrike Richter      | 25 de agosto de 1974    |
| 2:16.33 | Nancy Garapick      | 27 de abril de 1975     |
| 2:16.10 | Birgit Treiber      | 6 de junho de 1975      |
| 2:15.46 | Birgit Treiber      | 27 de julho de 1975     |
| 2:14.41 | Antje Stille        | 29 de fevereiro de 1976 |
| 2:13.50 | Antje Stille        | 13 de março de 1976     |
| 2:12.47 | Birgit Treiber      | 4 de junho de 1976      |
| 2:11.93 | Linda Jezek         | 28 de agosto de 1978    |
| 2:11.77 | Rica Reinisch       | 27 de julho de 1980     |
| 2:09.91 | Cornelia Sirch      | 8 de agosto de 1982     |
| 2:08.60 | Betsy Mitchell      | 27 de junho de 1986     |
| 2:06.62 | Krisztina Egerszegi | 25 de agosto de 1991    |
| 2:06.39 | Kirsty Coventry     | 16 de fevereiro de 2008 |
| 2:06.09 | Margaret Hoelzer    | 5 de julho de 2008      |
| 2:05.24 | Kirsty Coventry     | 16 de agosto de 2008    |
| 2:04.81 | Kirsty Coventry     | 1 de agosto de 2009     |
| 2:04.06 | Missy Franklin      | 3 de agosto de 2012     |

### Piscina Curta (25m)
| TEMPO   | NADADORA         | DATA                    |
| ------- | ---------------- | ----------------------- |
| 2:03.62 | Natalie Coughlin | 27 de novembro de 2001  |
| 2:03.24 | Reiko Nakamura   | 23 de fevereiro de 2008 |
| 2:00.91 | Kirsty Coventry  | 11 de abril de 2008     |
| 2:00.18 | Shiho Sakai      | 14 de novembro de 2009  |